# Малерб, Альфред
Альфред Малерб (фр. Alfred Malherbe; 1804—1865) — французский судья и естествоиспытатель, орнитолог.

## Биография
Малерб изучал юриспруденцию и стал в 1832 году судьёй в Меце. Через несколько лет он стал вице-президентом Верховного суда.
Он очень рано увлёкся природой и начал в свободное время изучать ботанику, зоологию и особенно орнитологию. Он опубликовал обширное сочинение о дятлах под заголовком «Monographie des picidées» (1859—1862), которое вышло в 4-х томах. Было напечатано 120 экземпляров этих книг, где при помощи раскрашенных вручную литографий были описаны виды дятлов. Он изучал также авифауну Алжира и Сицилии и был директором музея в Меце и президентом Общества естественной истории в Меце с 1844 года до конца жизни.

## Труды
- Monographie des picidées, 1859—1862.